# Closterocerus javanus
Closterocerus javanus är en stekelart som beskrevs av Perkins 1912. Closterocerus javanus ingår i släktet Closterocerus och familjen finglanssteklar. Inga underarter finns listade i Catalogue of Life.